# معجزة على نهر الهان
يشير مصطلح معجزة نهر هان إلى فترة النمو الاقتصادي السريع في كوريا الجنوبية في أعقاب الحرب الكورية (1950-1953) والتي تحولت خلالها كوريا الجنوبية من بلد نام إلى بلد متقدم. ترافق إعادة البناء السريع للاقتصاد الجنوب كوري وتطويره خلال النصف الثاني من القرن العشرين أحداث مثل استضافة البلاد الناجحة للألعاب الأولمبية الصيفية عام 1988 ومشاركتها مع اليابان في استضافة كأس العالم 2002. بالإضافة إلى صعود تكتلات تجارية مملوكة للعائلات عرفت باسم تشايبول مثل سامسونج وإل جي وهيونداي.
ابتُكر مصطلح «معجزة نهر الهان» أسوة بعبارة «معجزة نهر الراين» للإشارة إلى الولادة الاقتصادية لألمانيا الغربية بعد الحرب العالمية الثانية. وقد أدرج هذا التشبيه رئيس وزراء جمهورية كوريا الجنوبية الثانية تشانغ ميون في خطاب العام الجديد لعام 1961، والذي شجّع فيه الجنوب كوريين على تحمل الصعوبات على أمل تحقيق تحسن اقتصادي مماثل. ويعزى النمو الناتج إلى العمل الشاق للقوى العاملة، حيث يُنظر إلى استخدام عبارة «معجزة» على أنه مبالغة لفظية. بعد معجزة نهر هان، اعتبرت كوريا الجنوبية نموذجا اقتصاديا للبلدان النامية الأخرى وانضمت إلى مجموعة العشرين في نوفمبر 2010، متوجةً نجاحًا بعد ستين عامًا من إعادة البناء والتحديث.

## تاريخ

### الخلفية
بين 1910 و1945، كانت كوريا مستعمرة للإمبراطورية اليابانية. نتيجة لاستثمار رأس المال الياباني وخاصة خلال 1930 - 1940، فشهدت مرحلة التصنيع والتحديث والنمو الاقتصادي. خلال فترة الاستعمار الياباني، تم تأسيس ثمان شركات كبيرة ونمت شركات أخرى نتيجة للمعونة وأرباح الصرف الأجنبي.[بحاجة لمصدر] ومع ذلك، كانت ثمار النمو الاقتصادي مخصصة لسكان كوريا اليابانيين في حين بقي معظم الكوريين فقراء. تراجع الاقتصاد الكوري أكثر خلال حرب المحيط الهادئ، عندما استغل البر الرئيسى اليابان كوريا اقتصاديا وإنسانيا. اضطر الكوريون إلى الاندماج في الثقافة اليابانية فكانت كوريا واحدة من أفقر البلدان في العالم.

### الجمهورية الأولى والحرب الكورية
أدى تقسيم الأراضي نتيجة للحرب الكورية إلى المزيد من الإضرار بالممتلكات الكورية بنسبة ٪25 وأسفر عن إنشاء جمهورية كوريا الجنوبية الأولى، التي حكمتها إدارة إي سنغ مان حتى عام 1960. في هذا الوقت كان الاقتصاد زراعيًا بشكل كبير. من خلال قانون إصلاح الأراضي الزراعية لعام 1950، قامت الحكومة العسكرية للجيش الأمريكي في كوريا بإعادة توزيع الأراضي المملوكة لليابانيين سابقًا، مما سمح بتوليد وضخ الأموال الخاصة.

### الجمهورية الثانية
كانت جمهورية كوريا الجنوبية الثانية موجودة لمدة عام واحد فقط، ولكن تأثيرها كان كبيرا على اقتصاد وتاريخ كوريا الجنوبية من خلال الأيديولوجية والسياسة. اتخذ رئيس الوزراء تشانغ ميون والحزب الديمقراطي موقفاً متطرفاً معادياً للشيوعية (كما فعلت الجمهورية الأولى)، لكنه دعا أيضاً إلى تبني سياسة اقتصادية مبنية على رأسمالية الدولة، وتعزيز الصداقة والتعاون الاقتصادي مع اليابان.

## هيمنة الائتلافات التجارية على الاقتصاد الكوري
يشير تشايبول إلى مجموعات الشركات في كوريا الجنوبية، التي تديرها بشكل رئيسي العائلات، والتي تمارس احتكارا أو سيطرة على الشركات والصناعات وإنتاج القلة. يمكن مقارنتها مع تكتلات الولايات المتحدة وزايباتسو في اليابان.
خلال فترة التصنيع في كوريا الجنوبية، وبدعم من الرئيس باك تشونغ هي صعدت جماعات تشايبول مما سهل نموها وأدى لتحريك النمو الاقتصادي. داخل عمليات مجموعات تشايبول، توجد العديد من الفروع التي تعمل وتسيطر عليها أفراد العائلات. بدأت كل أسرة تجارية في كوريا من قبل مجموعة عائلية، وما زالت نسبة 70% من جماعات تشايبول تحت إدارة أفراد العائلات، ومن أجل تعزيز قوة ومكانة هذه المجموعات، قامت هذه المجموعات بالعديد من تحالفات تشايبول سواء عن طريق الزواج مثل سامسونج وهيونداي. كما يتم تشكيل العديد من الانتماءات السياسية داخل مجموعات تشايبول. يشغل ثلث التشايبول مكاتب رفيعة المستوى في ثلاثة فروع للحكومة.[بحاجة لمصدر]
وفقاً لجورج إي. أوغل، فإن عشرة عائلات من التشايبول كانت مسؤولة عن 60 في المائة من نمو الاقتصاد الكوري الجنوبي خلال معجزة نهر الهان. بمساعدة من الجمعيات والحكومة، لا تزال التشايبول تشكل نفوذاً هائلاً على الاقتصاد الكوري، على الرغم من أنها متهمة أيضًا بإعاقة الشركات الصغيرة أو ريادة الأعمال المستقلة كسلوك غير أخلاقي وممارسات فاسدة. لذلك حاولت حكومة كيم يونغ سام (1993-1998) مساعدة الشركات الصغيرة من خلال تقديم المزيد من القروض، ولكن هذا لم يردع توسع التشايبول. في عام 1992، تم تصنيف كوريا بـ100 درجة في معدلات الأجور والضريبة (مع إسبانيا في المرتبة التالية الأعلى بـ71 درجة، والولايات المتحدة الثالثة بـ55 درجة). وبعبارة أخرى، لا تزال الدولة الكورية توفر ملاذاً رأسمالياً نسبياً لتكتلاتها التجارية الضخمة.

## وصلات خارجية
- خطة لدرس «معجزة على الهان» لطلاب المرحلة الثانوية (PDF) (بالإنجليزية)
- مقالة حول «معجزة على الهان» ما بعد الصناعية (بالإنجليزية)